# Dityloura lissognatha
Dityloura lissognatha är en mångfotingart som beskrevs av Johns 1970. Dityloura lissognatha ingår i släktet Dityloura och familjen Dalodesmidae. Inga underarter finns listade i Catalogue of Life.